# Emeline Roberts Jones
Emeline Roberts Jones, född 1836, död 1916, var en amerikansk tandläkare. Hon var den första kvinnliga tandläkaren i USA. Hon var gift med tandläkaren Daniel Jones, som hon assisterade från 1855, och drev från 1864 och framåt sin egen praktik.